# Семмі та Радж: Повелителі часу
«Семмі та Радж: Повелителі часу» (англ. «The Twisted Timeline of Sammy & Raj») — британсько-індійський комедійний мультсеріал виробництва телеканалу «Nickelodeon» створений Джорданом Гершовіцем. Прем'єра серіалу у Великій Британії відбулася 01 січня 2023 року на телеканалі Nickelodeon. В Україні прем'єра відбулася 03 липня 2023 року на Nickelodeon Ukraine. Українською мовою серіал озвучено у 2023 році.

## Сюжет
Серіал розповідає про пригоди двоюрідних братів Семмі та Раджа, які змінюють реальність, коли вони призупиняють, перемотують назад, перемотують вперед і уповільнюють час.

## Персонажі
- Семмі Гупта
- Радж Гупта
- Тара Гупта
- Кунал Гупта
- Ума Гупта
- тітка Пріянка
- дядько Неіль
- дідусь Аман
- бабуся Даша
- Маліні
- Габріелла
- Хуго

## Список серій

### Перший сезон
| Номер | Назва           | Опис серії                                                                                   | Автор(и) сценарію | Дата показу у Великій Британії | Дата показу на Nickelodeon Ukraine |
| ----- | --------------- | -------------------------------------------------------------------------------------------- | ----------------- | ------------------------------ | ---------------------------------- |
| 1     | День народження | День народження Семмі настав. І він вперше влаштовує маленьку вечірку для своїх друзів.      | Джордан Гершовіц  | 9 січня 2023                   | 3 липня 2023                       |
| 1     |                 | Семмі та Радж щойно завантажили «Catch Toto», останню та найкращу гру доповненої реальності. | Джордан Гершовіц  | 9 січня 2023                   | 3 липня 2023                       |